# Tavurvur
Tavurvur – czynny stratowulkan w pobliżu miasta Rabaul na Nowej Brytanii w Papui-Nowej Gwinei.
Wulkan leży wewnątrz kaldery o rozmiarach 8 na 14 km, powstałej w wyniku potężnego wybuchu w połowie VI wieku n.e. Istnieją również teorie, iż wybuch ten mógł spowodować ochłodzenie w latach 535–536, co jest jednak dyskusyjne.
Tavurvur to jeden z najbardziej aktywnych wulkanów w tamtym rejonie świata. W ostatnich latach erupcje występowały wielokrotnie, w latach: 2013, 2011, 2010, 2006, 2005 i 2002.
Do najnowszej erupcji doszło 29 sierpnia 2014. Wulkan w trakcie wybuchu wydał głośny ryk. W pobliskich domach zatrzęsły się okna. Słup popiołów wzniósł się na wysokość 18 km.
Największe zniszczenia wulkan wyrządził w 1994 roku, gdy zniszczył stolicę wyspy, Rabaul. Po tamtym wydarzeniu stolicę przeniesiono do Kokopo.